# Nadderud-Stadion
Das Nadderud-Stadion (norwegisch Nadderud stadion) ist ein Fußballstadion mit Leichtathletikanlage in Nadderud in der norwegischen Kommune Bærum. Es war bis 2008 und ist seit 2012 wieder die Heimstätte des Fußballvereins Stabæk Fotball. Es war auch der Spielort des Fußballvereins Bærum SK.

## Geschichte

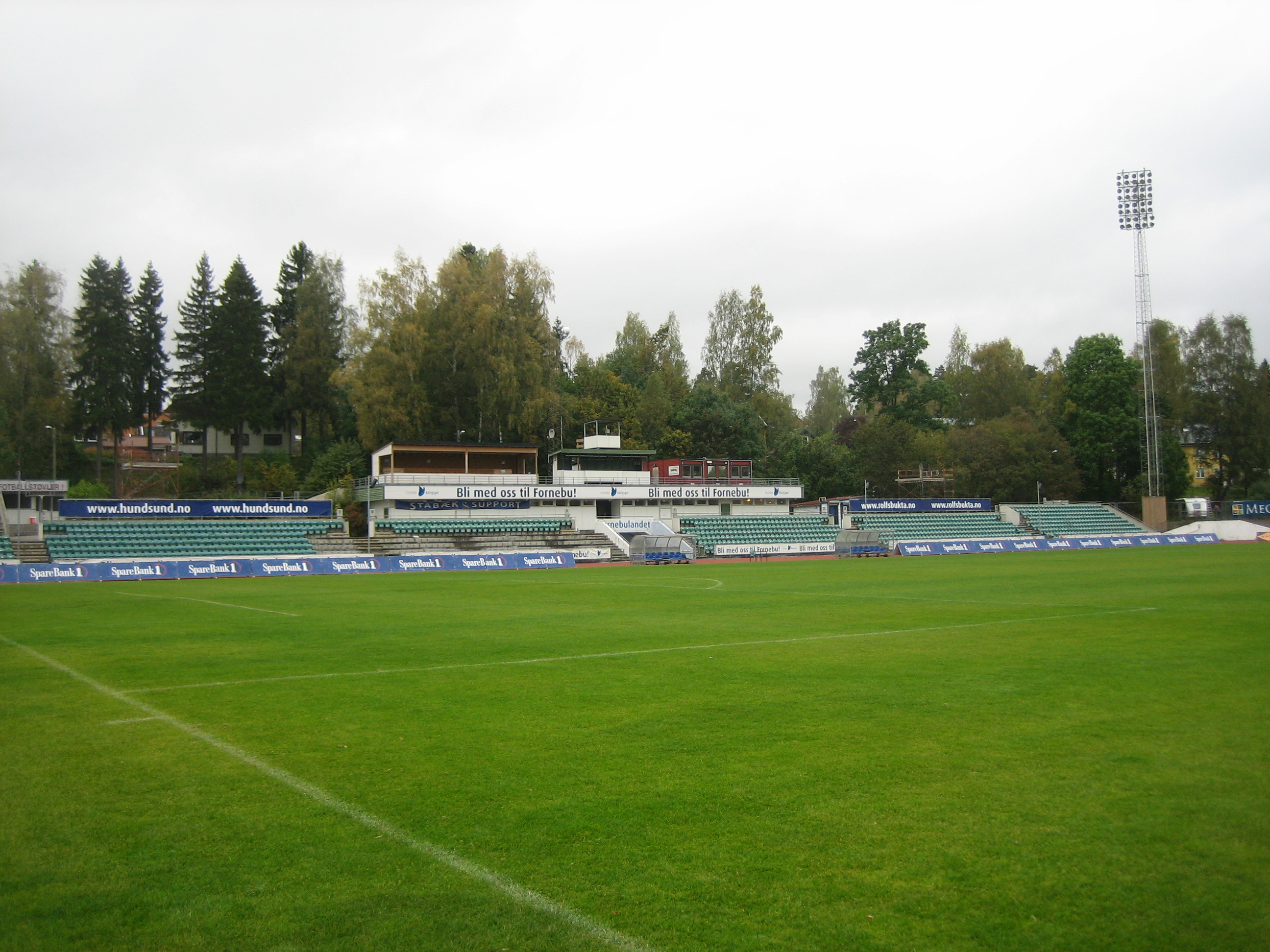
Die Gegentribüne im Nadderud-Stadion

Das Stadion wurde 1961 eröffnet. Der Zuschauerrekord datiert aus dem Jahr 1970. Am 30. August des Jahres besuchten ca. 10.000 Zuschauer das Pokalspiel zwischen Stabæk Fotball und Strømsgodset IF. 1996 erweiterte die neue Haupttribüne mit 2.900 Sitzplätzen das Fassungsvermögen. Heute hat das Nadderud-Stadion eine Kapazität von ca. 7.000 Zuschauern. Bis einschließlich der Saison 2008 trug der Stabæk IF seine Heimspiele im Nadderud-Stadion aus. 2009 zog der Verein in die neugebaute Telenor Arena um, kehrte aber 2012 wegen der hohen Miete wieder in das Nadderud-Stadion zurück.
Das Stadion war Austragungsort der norwegischen Leichtathletikmeisterschaften 1966 und 1985. Im Jahr 2000 machte das Leichtathletik-Europacup B-Finale im Stadion Station. Des Weiteren wurde die norwegische Bandy-Meisterschaft 1970 mit dem Endspiel am 22. Mai des Jahres zwischen Stabæk Bandy und Strømsgodset IF Bandy (1:3) entschieden.